# DNA 시퀀싱

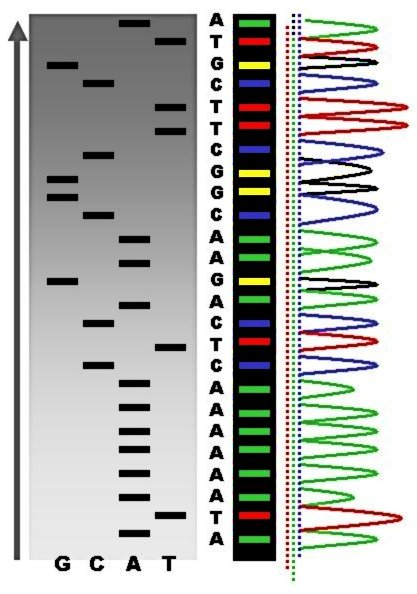
자동화된 사슬 종결 DNA 시퀀싱 결과의 예

DNA 시퀀싱(영어: DNA sequencing)은 DNA에서 뉴클레오타이드의 순서인 염기서열을 결정하는 과정이다. DNA 염기서열 결정, DNA 염기서열 결정법, DNA 염기서열 분석, DNA 염기서열 분석법이라고도 한다. DNA 시퀀싱에는 아데닌, 구아닌, 사이토신, 티민의 4가지 염기의 순서를 결정하는 데 사용되는 모든 방법 및 기술을 포함한다. 신속한 DNA 시퀀싱 방법의 출현으로 생물학 및 의학의 연구와 발견이 크게 가속화되었다.
DNA 염기서열에 대한 지식은 기본적인 생물학적 연구와 의학 진단, 생명공학, 법의생물학, 바이러스학, 계통분류학과 같은 수많은 응용 분야에서 필수 불가결한 요소가 되었다. 정상적인 DNA 염기서열과 돌연변이가 일어난 DNA 염기서열을 비교하면 다양한 암을 포함한 다양한 질병을 진단하고, 항체 레퍼토리를 특정할 수 있으며, 환자 치료를 안내하는 데 사용할 수 있다. DNA를 신속하게 시퀀싱하는 방법을 이용하면 보다 빠르고 개별화된 의료 서비스를 관리할 수 있으며, 더 많은 생물들을 동정하고 분류할 수 있다.

## 같이 보기
- DNA
- 핵염기